# Estação Ecológica do Taim
A Estação Ecológica do Taim (ESEC Taim) é uma unidade de conservação de proteção integral da natureza localizada no sul do estado do Rio Grande do Sul, com aproximadamente 30% de seu território estando no município de Rio Grande e 70% no de Santa Vitória do Palmar.
A administração da Estação está atualmente a cargo do Instituto Chico Mendes de Conservação da Biodiversidade (ICMBio), uma autarquia vinculada ao Ministério do Meio Ambiente.

## Histórico
A Estação Ecológica do Taim foi criada através do Decreto nº 92.963, emitido em 21 de julho de 1986, com uma área de 10.938,58 hectares.
Há anos, propostas de ampliação da reserva - dos atuais 10.938,58 hectares para quase 33 mil - são colocadas em discussão. Técnicos e profissionais da área da biologia alegam que a ampliação da estação ecológica já é um consenso, mas a ação enfrenta dificuldade com os proprietários de terra e produtores rurais, receosos por causa das possíveis desapropriações.

## Caracterização da área

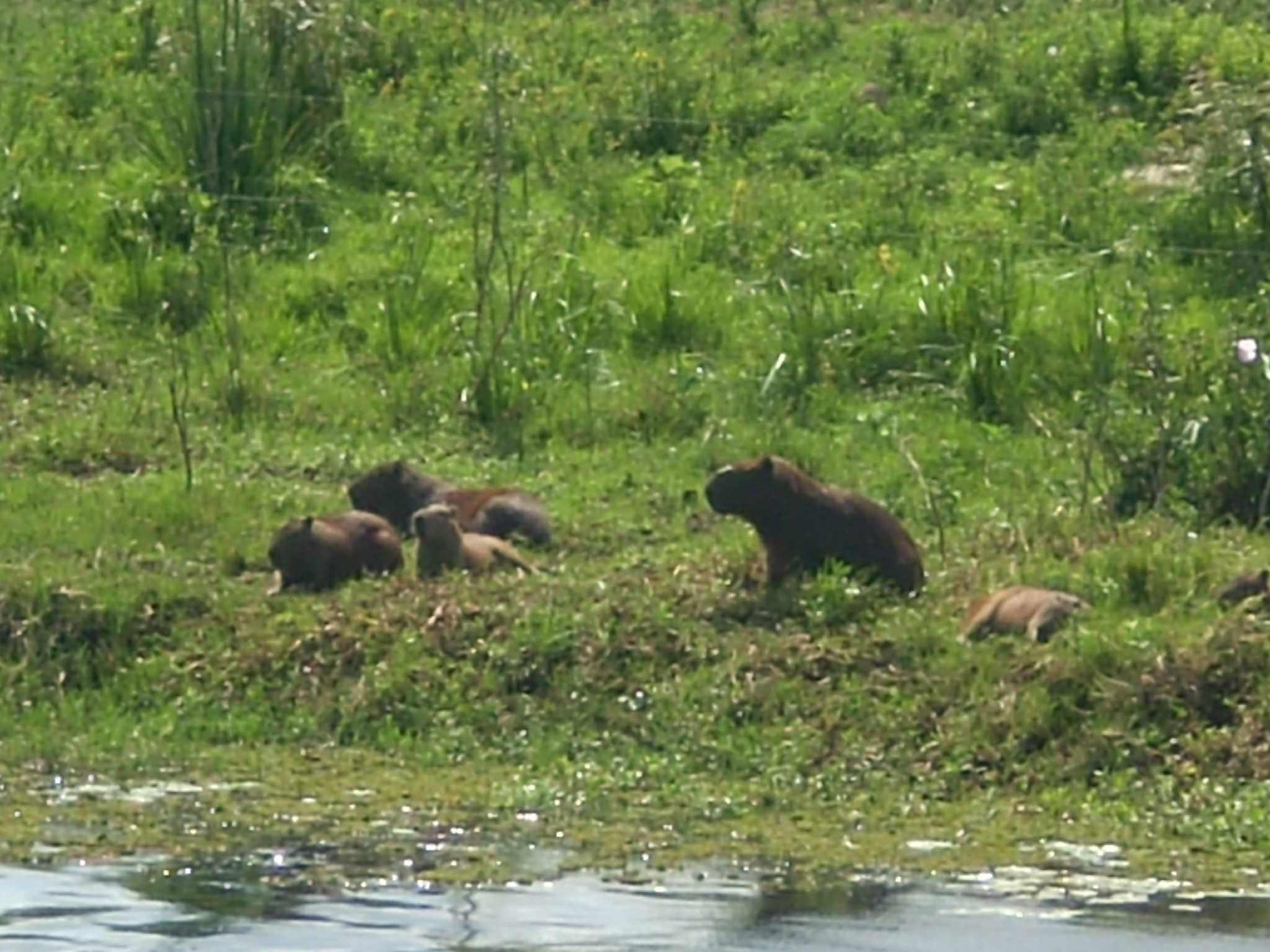
Família de capivaras no interior da estação

A Estação está situada numa estreita faixa de terra entre o Oceano Atlântico e a Lagoa Mirim. A planície costeira do Rio Grande do Sul apresenta áreas de grande expressão no contexto ambiental do extremo sul do Brasil, originadas pelos avanços e recuos do mar. Os banhados do Taim apresentam diversificados ecossistemas e estão representados por praias lagunares e marinhas, lagoas, pântanos, campos, cordões e campos de dunas. É, assim, uma das principais estações ecológicas do Rio Grande do Sul e um dos principais ecossistemas do Brasil.
O acesso à Estação Ecológica do Taim se faz pela da BR-471, rodovia que atravessa longitudinalmente a área.

### Fauna e flora
A reserva é casa de pelo menos 30 espécies diferentes de mamíferos e 250 aves, onde destacam-se animais como joão-de-barro, biguá, tachã, maçarico-preto, garça-moura, cabeça-seca, socozinho, ximango, martim-pescador, cisne-de-pescoço-preto, coscoroba, marrecão e marreca-piadeira. Entre os bichos de maior porte estão: tartaruga, capivara, ratão-do-banhado, cachorro do mato, lontra, tuco-tuco e jacaré-de-papo-amarelo.
A flora é bastante diversa, apresentando figueiras, corticeiras, quaresmas, orquídeas, bromélias, cactos, juncos e aguapés.